# Takahito Chiba
Takahito Chiba (født 7. november 1984) er en tidligere japansk fodboldspiller.
Han har spillet for flere forskellige klubber i sin karriere, herunder Cerezo Osaka og Consadole Sapporo.